# ړ
Rāʾ rond souscrit (ړ) est une lettre additionnelle de l’alphabet arabe utilisée dans l’écriture de l’ormuri et du pachto.

## Utilisation

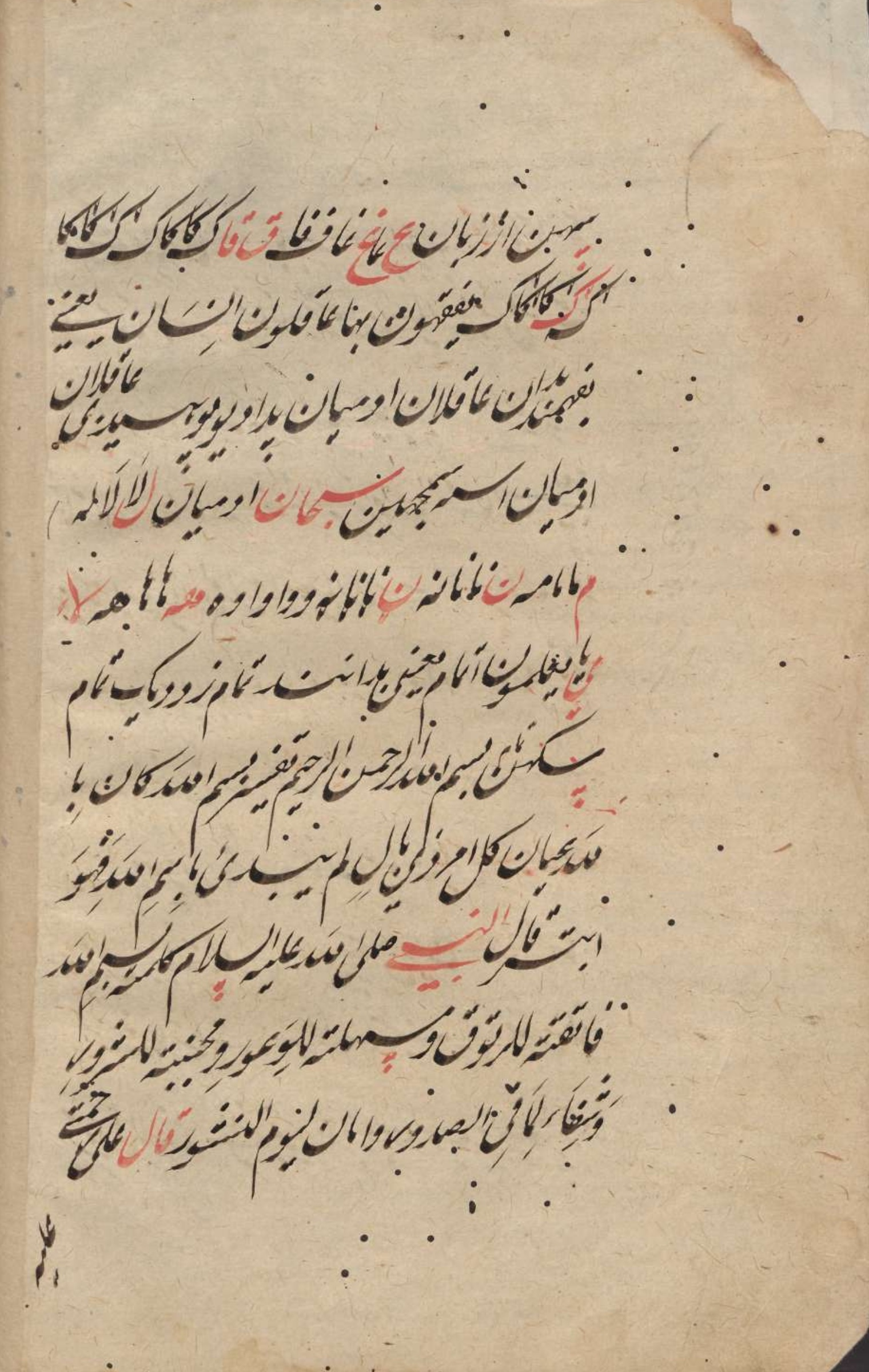
Folio de Ḫair al-Bayān de 1651 introduisant la lettre en pachto.

En pachto écrit avec l’alphabet arabe, ‹ ړ › représente une consonne battue rétroflexe voisée [ɽ] ou une consonne battue latérale rétroflexe voisée [ɭ̆].
Cette lettre est déjà attestée dans les ouvrages pachto de Bāyazid Rōshān Ansāri (en) au XVIe siècle.
En ormuri, ‹ ړ › représente une consonne battue rétroflexe voisée [ɽ].